# Hydrocharis dubia
Hydrocharis dubia R.E.Fr. – gatunek rośliny z rodziny żabiściekowatych (Hydrocharitaceae Juss.). Występuje naturalnie na obszarze od Indii po Japonię, Tajwan, Filipiny i Australię. 

## Morfologia

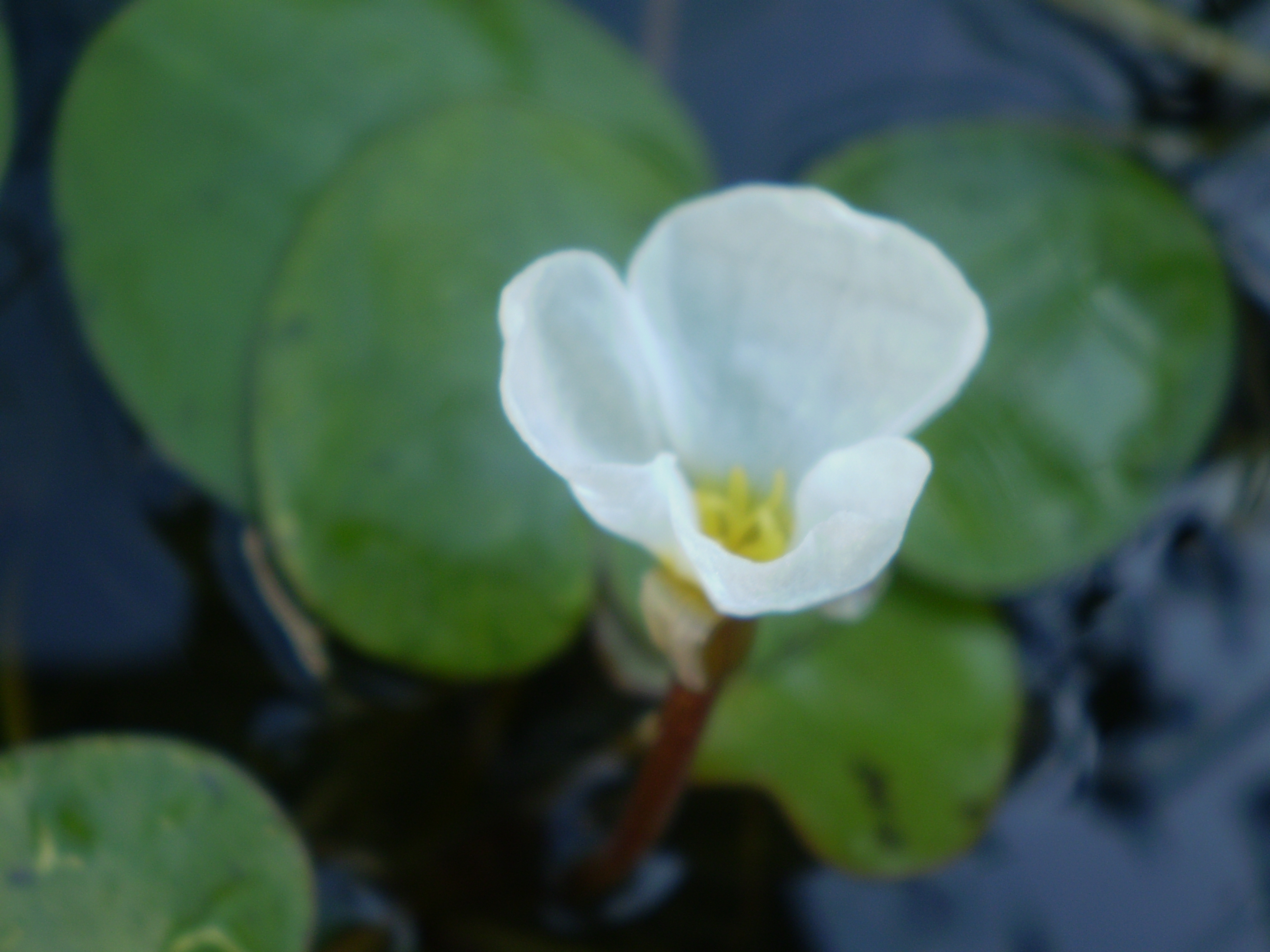
Kwiat

PokrójRoślina wieloletnia, hydrofit.
LiściePływające. Mają sercowaty kształt. Mierzą 45–50 mm długości oraz 50–55 mm szerokości. Nasada liścia jest sercowata. Blaszka liściowa jest o zaokrąglonym wierzchołku.
KwiatyRozwijają się w kątach pędów. Działki kielicha są rozwarte i dorastają do 6–11 mm długości. Płatki mają białą lub żółtą barwę, osiągają do 13–15 mm długości. Kwiaty męskie są zebrane po 5–6 w wierzchotki, mają 9 pręcików i 3 prątniczki, natomiast kwiaty żeńskie są pojedyncze, mają 6 prątniczków i 6 owocolistków.
OwoceTorebki o odwrotnie jajowatym kształcie. Osiągają 8–10 mm długości.

## Biologia i ekologia
Jest rośliną jednopienną. Rośnie w wodach stojących. Kwitnie od sierpnia do października.